# Trường Trung học phổ thông chuyên Nguyễn Trãi
Trường Trung học phổ thông chuyên Nguyễn Trãi là trường chuyên của bậc Trung học phổ thông của tỉnh Hải Dương.

## Tên gọi
Trường được mang tên một vị Anh hùng dân tộc, danh nhân văn hóa Nguyễn Trãi, quê gốc ở làng Chi Ngại, huyện Phượng Sơn, lộ Lạng Giang (nay thuộc Chí Linh, Hải Dương). Năm 1980, ông được UNESCO công nhận là danh nhân văn hoá thế giới. Ông là niềm tự hào của người dân Hải Dương nói riêng và người Việt Nam nói chung.

## Ý nghĩa logo

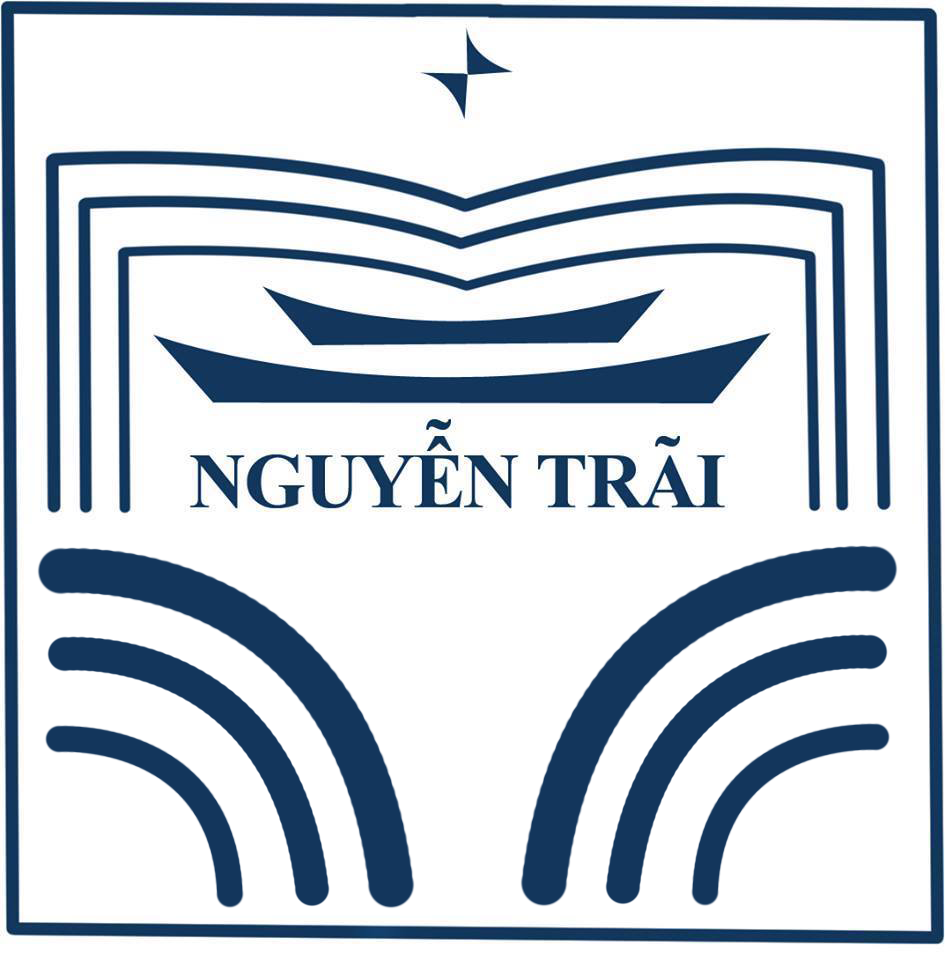
Logo của trường THPT Chuyên Nguyễn Trãi từ năm 1997 đến nay (Trước đó chữ Nguyễn Trãi được thay bằng chữ NK màu đỏ)

Nhìn tổng thể, logo của nhà trường là hình ảnh những cánh tay (trực diện 2-phía dưới) nâng niu những cuốn sách (trực diện 1-phía trên).
Ở trên cùng là hình ảnh ngôi sao sáng lấp lánh, biểu tượng cho những gì đẹp đẽ, tinh tuý nhất trên bầu trời. Nó vừa gián tiếp chỉ những cá nhân có khả năng, trí tuệ cao (Nguyễn Trãi cũng đã được Vua Lê Thánh Tông ví như ánh Sao Khuê), vừa cũng chỉ sự vươn tới những vì sao trí tuệ của những ai có khao khát và hoài bão trong khoa học.
Hình ảnh trực diện 1 là biểu tượng của nhiều cuốn sách, nó thể hiện đặc trưng cơ bản của nhà trường, của tri thức và của văn hoá. Đối với một trường phổ thông Năng khiếu thì đặc điểm này rất được coi trọng và cần phải phấn đấu đạt được.
Giữa những cuốn sách là chữ NK - viết tắt của từ năng khiếu (Từ năm 1997 thay bằng chữ NGUYỄN TRÃI) font chữ có phong cách cổ là phong cách truyền thống văn hiến Việt Nam; trên chữ NK là hai biểu tượng như hai đai mũ ám chỉ những người thi đỗ thành danh được phong tặng mũ trạng; hai biểu tượng này còn có thể hiểu là các mái nhà tri thức, mang ý nghĩa bề dày truyền thống cổ xưa của Việt Nam (đặc biệt ở Hải Dương, ta có thể nhìn thấy ở đây hình ảnh trường học của thầy Chu Văn An, hình ảnh của Văn miếu Mao Điền - những hình ảnh biểu tượng của truyền thống hiếu học người tỉnh Đông)
Hình ảnh trực diện 2 là biểu tượng vừa như là những bàn tay nâng niu các cuốn sách, vừa như là những vòng đua trí tuệ cho những người tài giỏi và sâu xa hơn, nó còn là những nếp nhăn của não người, ám chỉ những cá nhân có bộ óc thông minh sáng tạo.
Màu sắc chủ đạo của logo là màu xanh của bầu trời, màu xanh của tuổi trẻ và màu xanh của những ước mơ, của những con người luôn muốn vươn tới tầm cao của trí tuệ.

## Tiền thân
Năm 1964, lớp Toán đặc biệt của trung tâm Giáo dục tỉnh Hải Dương (sau này là Sở giáo dục tỉnh Hải Dương) được thành lập, bao gồm các học sinh xuất sắc nhất về môn Toán lớp 8 (lớp 10 ngày nay) trong toàn tỉnh. Lớp đặt tại trường cấp 3 Tứ Kì (nơi sơ tán: Thôn Mạc Xá – xã Quang Phục, sau là xã Tái Sơn – huyện Tứ Kỳ). Đến năm 1968, sau khi sáp nhập hai tỉnh Hải Dương và Hưng Yên thành tỉnh Hải Hưng thì lớp Toán đặc biệt được chuyển về thị xã Hưng Yên, tiếp theo lại học tại trường cấp 3 Nam Sách và cuối cùng đặt tại trường cấp 3 Hồng Quang.

## Lịch sử hình thành

### Giai đoạn 1: Từ 1984-1996
Tháng 9/1984 Trường chính thức được thành lập với tên gọi Trường Phổ thông Năng khiếu Hải Hưng đặt tại đường Nguyễn Văn Tố, với các lớp chuyên Toán, chuyên Văn, chuyên Nga, chuyên Lý... và một số lớp chuyên cấp 2
Trong những năm đầu thành lập, các lớp khối chuyên phải học ghép. Nhiều tiết, học sinh phải di chuyển sang trường Hồng Quang để học nhờ do cơ sở vật chất của trường còn quá khó khăn. Thời kì đầu, đội ngũ giáo viên chủ yếu từ Hồng Quang chuyển về. Sau đó dần dần hình thành đội ngũ giáo viên mới, một số là từ trường khác chuyển tới, một số là học sinh cũ của trường đã tốt nghiệp Đại học nối nghiệp thầy cô xây dựng tiếp sự nghiệp trồng người, một số thầy cô giáo của trường đã đạt trình độ Thạc sĩ. Về học sinh, số lượng lúc đầu còn khiêm tốn, căn bản được kế thừa từ các lớp chuyên Toán. Ban đầu, trường chỉ có các lớp chuyên Toán, Văn, Lý và Tiếng Nga.
Năm 1994 trường được chuyển sang địa điểm mới nằm trên đường Thanh Niên. Đây là cơ ngơi rộng rãi, thoáng mát hơn rất nhiều so với ngôi trường cũ, và ngôi trường mới này cũng là nơi đánh dấu một bước trưởng thành vượt bậc của nhà trường trong công tác giáo dục và đào tạo. Do nhu cầu giáo dục đa dạng, toàn diện, mô hình các lớp chuyên ngày càng được mở rộng và hoàn thiện. Năm học 1995-1996 nhà trường đã có 28 lớp với 556 học sinh bao gồm các lớp chuyên Toán, Tin, Lý, Hóa, Sinh, Văn, Anh, Nga, Pháp. Giáo viên trực tiếp dạy là 45 thầy cô trong đó có 13 Thạc sĩ. Tập thể nhà trường đã được nhận Huân chương Lao động hạng Ba do nhà nước trao tặng và trước đó nhà trường đã vinh dự được nhận bằng khen của Thủ tướng Chính phủ. Đặc biệt, tháng 4/1994 nhà trường đã vinh dự được đón Chủ tịch nước Lê Đức Anh về thăm trường. Trong thời kì này, đồng chí Bộ trưởng Bộ Giáo dục và Đào tạo Trần Hồng Quân, Giáo sư – Viện sĩ Nguyễn Văn Hiệu, Giáo sư Nguyễn Cảnh Toàn cũng đã về thăm và động viên thầy và trò nhà trường.

### Giai đoạn 2: Từ 1997 - 2007
Cùng với sự kiện tách tỉnh Hải Hưng thành hai tỉnh Hải Dương và tỉnh Hưng Yên, năm 1997, trường Phổ thông Năng khiếu Hải Hưng được đổi tên thành Trường Trung học phổ thông chuyên Nguyễn Trãi. Năm 1997 - 1998: Hai khối chuyên Sử và Địa được thành lập, nhà trường đã có đủ 11 khối chuyên.

### Giai đoạn 3: Từ 2007 - đến nay
Một sự kiện trọng đại đối với nhà trường là được sư quan tâm sâu sắc của các cấp lãnh đạo tỉnh Hải Dương, năm học 2007-2008, trường được chuyển sang địa điểm mới, nằm trên đường Nguyễn Văn Linh với tổng diện tích đất là 31.995m2. Đây là ngôi trường khang trang, hiện đại, tạo điều kiện rất tốt cho hoạt động giáo dục của trường... các phòng học rộng rãi, sáng sủa, trang thiết bị phục vụ giảng dạy, học tập, nghiên cứu và quản lý được đầu tư một cách đồng bộ.

## Danh sách ban giám hiệu đã và đang làm việc
1. Nhà giáo ưu tú: Nguyễn Bạch Vân
Hiệu trưởng:1984-1989
2. Thạc sĩ: Đặng Tự Ân
Phó hiệu trưởng: 1987-1989
Hiệu trưởng: 1989-1996
3. Cô giáo Nguyễn Lan Phương
Phó hiệu trưởng: 1986-1996
Hiệu trưởng: 1996-2007
4. Thạc sĩ Phan Tuấn Cộng
Phó hiệu trưởng: 2004-2007
Hiệu trưởng: 2007 - nay
5. Thầy giáo Phạm Công Hùng - phó hiệu trưởng: 1984-1987
6. Thạc sĩ Nguyễn Bá Đang - phó hiệu trưởng: 1996-1997
7. Tiến sĩ Nguyễn Thành Văn - phó hiệu trưởng: 1996-1999
8. Thầy giáo Chu Thừa Tuyên - phó hiệu trưởng: 1997-2003
9. Thầy giáo Đỗ Mạnh Hưng - phó hiệu trưởng: 1999-nay
10. Thạc sĩ Trịnh Ngọc Tùng - phó hiệu trưởng: 2004-nay
11. Nhà giáo ưu tú Nguyễn Thị Nhị - phó hiệu trưởng: 2007-2012
12. Ths. Mạc Đăng Nghị - phó hiệu trưởng 2013- nay
13. Ths Nguyễn Thị Hồng Thanh - phó hiệu trưởng 2013- nay
14. Ths Trịnh Ngọc Tùng - Hiệu trưởng 2015 - 2024
15. Ths Lê Văn Lục - Hiệu trưởng 2024 - nay

## Thành tích

### Nhà trường
- Huân chương Lao động năm 1994.
- Bằng khen của Thủ tướng chính phủ.
- Đạt chuẩn quốc gia giai đoạn 2001-2010.
- Huân chương Lao động hạng nhì năm 2009.
- Đón nhận cờ thi đua của chính phủ năm 2014
- Huân chương lao động hạng nhất 2015

## Cơ sở vật chất
Năm 2007, trường được chuyển ra địa điểm mới tại phường Tân Bình, thành phố Hải Dương. Khuôn viên của trường rộng hơn 30.000m2. Gồm 4 dãy nhà 4 tầng, nhà A là văn phòng Ban giám hiệu, nhà B và C là phòng học, nhà D là nhà học bộ môn. Nhà thi đấu thể thao, phục vụ cho thi đấu thể thao trong nhà và học thể dục của học sinh được khánh thành năm 2011.
Nhà trường hiện có 36 lớp học tại 2 nhà B, C với đầy đủ thiết bị và phòng chờ giáo viên, nhà vệ sinh khép tín trong từng tầng nhà. Có 1 nhà học bộ môn bao gồm 2 phòng Tin, 2 phòng Vật lý, 2 phòng Hóa, 2 phòng Sinh, 1 phòng công nghệ, 1 phòng nghe nhìn, 2 phòng học tiếng, 1 thư viện điện tử với 32 máy tính nối mạng, thư viện có trên 12.000 đầu sách cùng phòng đọc học sinh trên 100 chỗ ngồi và phòng đọc giáo viên.
Nhà đa năng của trường là những trang thiết bị, cơ sở vật chất đầy đủ và hiện đại với giá trị lên đến 20 tỷ đồng.